# Gareth
Gareth é um personagem fictício da série de televisão americana The Walking Dead e foi retratado por Andrew J. West. Gareth foi criado pelo roteirita Scott M. Gimple e é baseado no personagem Chris da série de quadrinhos de mesmo nome, de acordo com o próprio West. Gareth é apresentado no final da quarta temporada como o acolhedor e misterioso líder de Terminus. No entanto, suas verdadeiras motivações são reveladas depois que Gareth força Rick Grimes e seus companheiros sobreviventes serem presos em um vagão de trem.

## Biografia

### Quinta temporada
Gareth aparece pela primeira vez como o líder da comunidade de Terminus. Quando Rick (Andrew Lincoln), Carl (Chandler Riggs), Daryl (Norman Reedus) e Michonne (Danai Gurira) pulam a cerca da comunidade para ver o que se passa ali, Gareth e seu irmão Alex os recebem. Em seguida, Gareth os leva até sua mãe Mary (Denise Crosby), para lhes dar alimento. Rick percebe que os itens pessoais de alguns membros ausentes do seu grupo estão sendo usados pelos moradores de Terminus, por isso, de repente, ele derruba um prato de carne que estava na mão de Alex, e o faz de refém. Um tiroteio começa, forçando o grupo de Rick a correr para se esconder. Depois de serem conduzidos por tiros através do teto, eles estão finalmente presos sob a mira de alguns atiradores e são forçados a se render. Gareth ordena que um por um entre em um vagão de trem estacionado ali próximo, e dentro do vagão, Rick e os demais encontram os membros ausentes do seu grupo.
Na estréia da temporada, um flashback mostra que Gareth, seu irmão Alex, e vários moradores de Terminus estão trancados em um vagão de trem depois de serem atacados por visitantes desconhecidos. Alex lamenta ter colocado as placas que levam até a comunidade de Terminus, enquanto Gareth retruca que eles eram apenas bons seres humanos. Alex, então, lhe pergunta: "O que somos agora?". Em outro flasback é revelado que Mary (mãe de Gareth) e outras mulheres da comunidade eram estupradas pelos caras que invadiram a comunidade. Gareth afirma aos demais que estão presos, que eles devem ser os caçadores e não as caças.
No presente, Rick, Daryl, Glenn e Bob foram pegos e levados para uma sala de abate, onde foram postos em uma calha ao lado de vários outros prisioneiros. Dois açougueiros matam quatro homens que estão ali. A morte de Glenn é evitada por pouco quando Gareth aparece para discutir as operações rotineiras com os homens e interrogar Rick sobre a bolsa de armas que ele enterrou na floresta. À medida que os homens se preparam para matar Glenn, eles ouvem tiros do lado de fora seguido por uma explosão. Gareth sai da sala, e Rick aproveita o caos e mata os açougueiros. O grupo luta em seu caminho para fora de Terminus, que está parcialmente destruído e cheio de zumbis. Rick atira no ombro de Gareth, que está conduzindo alguns de seus homens para fora da comunidade. O grupo de Rick se refugiou dentro de uma igreja próxima e quando Bob (Lawrence Gilliard Jr.) caminha fora da igreja sozinho, ele é nocauteado por uma figura encapuzada. Quando Bob acorda, ele está cara a cara com Gareth, que explica que ele e seu grupo de sobreviventes de Terminus foram uma vez normal, mas com a destruição de Terminus, eles evoluíram para 'caçadores'. É então revelado que o grupo cortou a perna esquerda de Bob, a fim de comê-la. Bob começa a ri histericamente, e informa a Gareth e os outros sobreviventes de Terminus que eles simplesmente consumiram carne contaminada, porque ele foi mordido por um zumbi. Enquanto os outros membros começam a reagir de horror e vômito, Gareth furiosamente chuta Bob e o deixa inconsciente e diz que eles vão ficar bem, já que a carne foi assada.
Mais tarde, eles deixam Bob no gramado da igreja, onde os outros sobreviventes o encontram. Bob diz a eles que o lugar em que grupo de Terminus estava se assemelhava a uma escola, e Rick, Sasha (Sonequa Martin-Green), Abraham (Michael Cudlitz), Tara (Alanna Masterson), Glenn (Steven Yeun) e Maggie (Lauren Cohan) partem para encontrar uma antiga escola primária, enquanto Eugene (Josh McDermitt), Rosita (Christian Serratos), Tyreese (Chad Coleman), Gabriel (Seth Gilliam), Bob, Carl e Judith são deixados para trás. Gareth e os sobreviventes de Terminus atacam a igreja e se preparam para atirar e abrir as portas dos quartos em que eles estão escondidos. Judith começa a chorar e revela a Gareth a localização de todos. Antes que eles possam entram no quarto, Rick atira em dois membros de Terminus na cabeça, matando-os na hora, e revela a todos que esperava que os membros de Terminus seriam emboscados na igreja uma vez que eles partissem. Rick atira e arranca dois dos dedos de Gareth, deixando-o de joelhos. Gareth pede a Rick que ele os deixe ir e seus caminhos nunca vão se cruzar novamente, além de dizer que Rick não sabe o que é passar fome. Rick nega o pedido, sabendo que o grupo de Gareth vai continuar a matar os outros, e pega o facão de cabo vermelho que ele já tinha ameaçado matar Gareth enquanto estava sendo mantido em cativeiro em Terminus. Rick lembra Gareth de sua promessa anterior e, em seguida, esfaqueia Gareth até a morte com o facão.

## Desenvolvimento e recepção
Andrew J. West afirmou que o personagem Gareth é baseado em Chris, o caçador da série em quadrinhos. Vários paralelos podem ser traçados entre os dois personagens, incluindo o diálogo usado e sua roupa.
Na quinta temporada, o ator Andrew J. West foi promovido ao elenco regular da série com seu personagem Gareth. Junto a ele foram promovidas também as atrizes Alanna Masterson e Christian Serratos, que interpretam as personagens Tara Chambler e Rosita Espinosa.
Terri Schwartz do Zap2it comentou sobre o episódio "Strangers", dizendo "surpreendentemente o Padre Gabriel Stokes não foi a pessoa que mais apareceu no episódio. Embora ele seja um homem que - como é dito repetidamente na série - claramente tem algo a esconder, é a revelação de que Gareth e os Terminianos se transformaram nos Caçadores dos quadrinhos "The Walking Dead" que é o momento mais arrepiante e enjoado do episódio".